# Fest i Kniplia
Fest i Kniplia är ett musikalbum med Stein Ove Berg, tillsammans med Ingar Helgesen och Vidar Gunhildrud under namnet Kniplia Pukkverk. Albumet utgavs 1977 som LP av skivbolaget NorDisc.

## Låtlista
Sida 1
1. "Embret i byen" (H.D. Breemer/Josef G. Larssen)
2. "Jobb å få" (Tom Paxton, norsk text: Stein Ove Berg)
3. "Ung Åslaug" (Trad., arr.: Kniplia Pukkverk/Kristofer Janson)
4. "Menig soldat" (Trad.arr. Kniplia Pukkverk/Vidar Gunhildrud)
5. "Juninatt" (Trad., arr.: Kniplia Pukkverk/Einar Skjæraasen)
6. "Grønn rock" (James Hollingworth/Karin Ljungman/Thor Sigbjørn Greni)

Sida 2
1. "Fest i Kniplia" (Roy Botkin/Josef G. Larssen)
2. "Togtrall" (Trad., arr.: Kniplia Pukkverk/Vidar Gunhildrud)
3. "Livets glemte år" (Trad., arr.: Kniplia Pukkverk/Vidar Gunhildrud)
4. "Knippolka" (Trad., arr.: Jan Eilif Amundsen)
5. "Stolt Signhild" (Trad., arr.: Per Ladegård/Knut Ellevold)
6. "Hybelliv" (Evert Taube, norsk text: Vidar Gunhildrud)

## Medverkande
Musiker
- Stein Ove Berg – sång, munspel
- Vidar Gunhildrud – sång, gitarr, munspel, körsång, arrangement
- Ingar Helgesen – sång, arrangement
- Bjørg Bårdslistuen – sång, körsång
- Tore Syvertsen  – gitarr (på "Embret i byen", "Hybelliv"), basgitarr, gitarr (på "Grønn rock"), körsång (på "Jobb å få", "Menig soldat, "Grønn rock")
- Eilif Amundsen – banjo, arrangement (på "Stolt Signhild)
- Terje Methi – basgitarr
- Per Ladegård – basgitarr, dulcimer (på "Ung Åslaug"), gitarr (på "Grønn rock", "Fest i Kniplia", "Stolt Signhild"), körsång (på "Embret i byen", "Juninatt", "Livets glemte år", "Stolt Signhild")
- Knut Ellevold – basgitarr, körsång (på "Stolt Signhild")
- Jonas Fjeld – piano (på "Ung Åslaug", "Menig soldat", "Fest i Kniplia"), gitarr (på "Juninatt", "Livets glemte år", "Hybelliv"), flöjt (på "Ung Åslaug", "Juninatt")
- Brynjulf Blix – piano (på "Juninatt", "Livets glemte år")
- Helge Grøslie – piano, körsång (på "Grønn rock")
- Thor Andreassen – trummor
- Arild Engh – trummor (på "Grønn rock")
- Arne Hågensen – trummor, körsång (på "Stolt Signhild")
- Øivind Westby – trombon (på "Embret i byen")
- Trond Villa – fiol, körsång (på "Stolt Signhild")
- Jørn Erik Jensen – körsång (på "Stolt Signhild"), dulcimer (på "Hybelliv")
- Marit Jordbræk – körsång (på "Stolt Signhild")
- Tone Halling – körsång (på "Embret i byen", "Juninatt", "Livets glemte år")

Produktion
- Ingar Helgesen – musikproducent, ljudtekniker
- Helge Jørgensen – foto
- BM Design – omslagsdesign